# Michigan Dogman
Michigan Dogman är ett kryptozoologiskt djur som liknar en varulv. Djuret, som sägs vara ungefär två meter långt, har framför allt setts i Michigan och kallas därför Michigan Dogman. Det kallas också Beast of Bray Road och Wisconsin Werewolf. Det finns många olika vittnesutsagor, och en hotspot är norra Michigan. Flera har sagt att de tros ha sett kryptiden i dellar av Michigan sedan 1887. De finns även flera rapporter av Dogman än Bigfoot.